# Toby Roberts
Toby Roberts (* 15. března 2005) je anglický lezec, který se specializuje na závodní a sportovní lezení. Na letních olympijských hrách v Paříži získal v roce 2024 zlatou medaili v kombinaci bouldering + lezení na obtížnost.

## Život

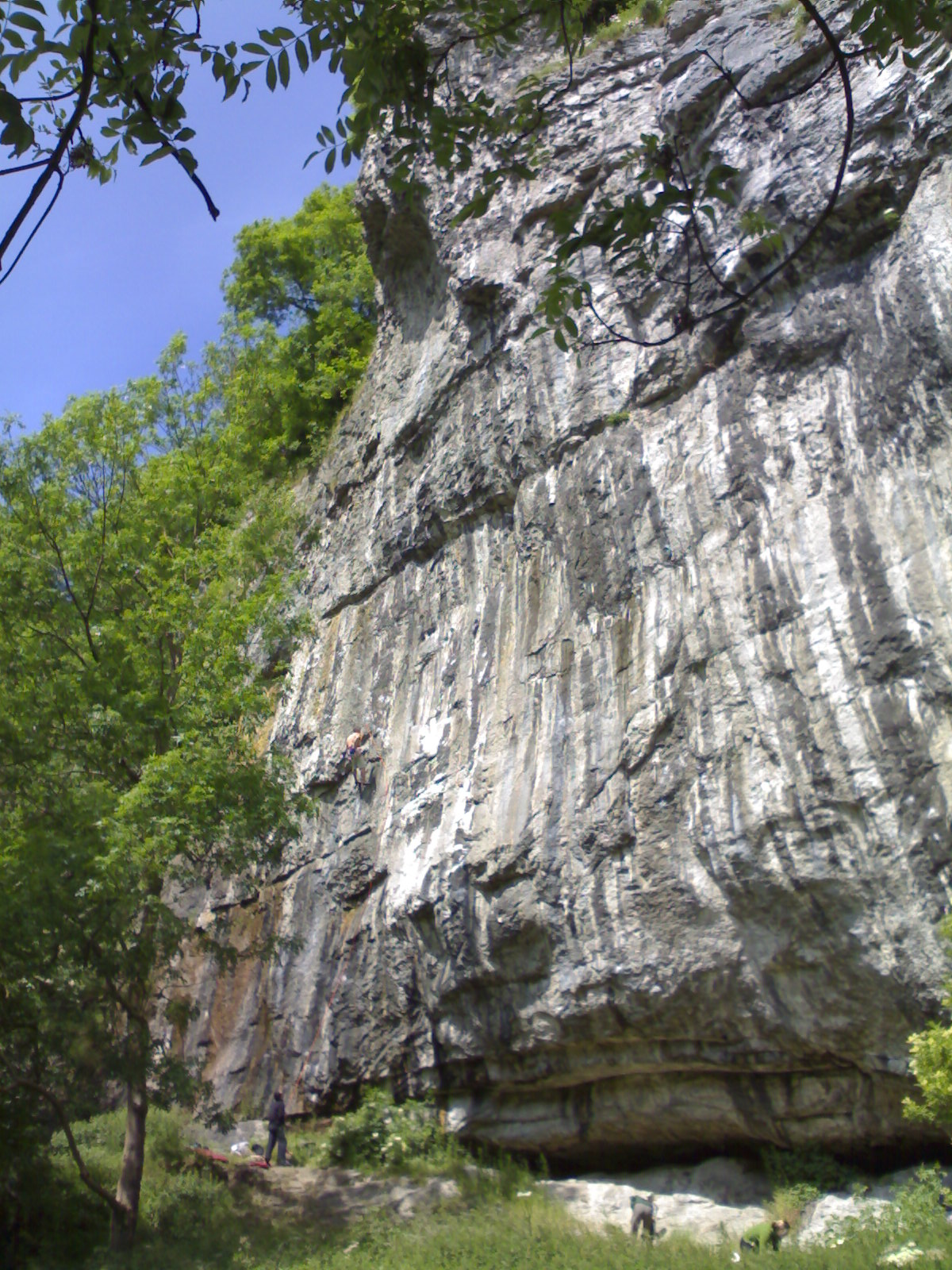
Stěna Raven Tor v anglickém hrabství Derbyshire, na níž vede cesta Hubble

V roce 2015, ve věku pouhých 10 let, přelezl své první 8a, kterým byla lezecká cesta Raindogs v Malham Cove v Severním Yorkshiru. V roce 2020 se Roberts ve věku 15 let stal nejmladším britským lezcem, který vylezl cestu obtížnosti 9a Rainshadow, také v Malham Cove.
V roce 2021 se Roberts stal 12. lezcem, který zvládl první cestu na světě s klasifikací 8c+, Hubble na Raven Tor v národním parku Peak District v hrabství Derbyshire, již poprvé přelezl v roce 1990 lezec Ben Moon.

### Soutěžní lezení
Ve sportovním lezení na olympijských hrách v Paříži v roce 2024 vyhrál závod v kombinaci.